# Conseil général de la Martinique
1825–1848
1854–2016
Entités précédentes :
- création

Entités suivantes :
- Assemblée de Martinique

Le conseil général de la Martinique était de 1825 à 2015 la collectivité qui gérait la Martinique, d'abord comme colonie, puis comme département français à partir de 1946.
Au 1er janvier 2016, l’Assemblée de Martinique s'est substituée au conseil général et au conseil régional de la Martinique.

## Histoire
Par les ordonnances royales du 26 janvier 1825 et du 17 août 1825, il est créé dans les colonies de Martinique, Guadeloupe et La Réunion des conseils généraux dont le rôle est alors purement consultatif et qui sont chargés de surveiller la gestion de la colonie.
Son statut évolue par loi du 24 avril 1833, en celui de Conseil colonial de 1833 à 1848. Supprimé par un décret du 27 avril 1848, et remplacés par des commissaires généraux de la République puis les gouverneurs, le sénatus-consulte du 3 mai 1854 rétablit le conseil général. Le décret-loi du 3 décembre 1870 calque les conseils généraux dans les trois vieilles colonies de la Guadeloupe, de la Martinique et de la Réunion sur le modèle des conseils généraux métropolitain.
Le conseil général jouait un rôle très important car il décidait du développement de la colonie et prenait d'importantes décisions. Le décret du 7 novembre 1871 élevait à 36 le nombre de conseillers généraux. Le conseil général était doté d'une commission coloniale instituée par décret le 12 juin 1879 qui était composée de 4 membres au moins et de 7 au plus, élus chaque année par le conseil général à la fin de la session ordinaire. La commission réglait les affaires qui lui étaient envoyées par le conseil général mais surtout elle exerçait un contrôle sur l'activité du directeur de l'intérieur; ce dernier étant tenu d'adresser à la commission coloniale, au commencement de chaque mois, l'état détaillé des distributions de crédit qu'il avait reçu, et à la fin de chaque trimestre, celui des mandats de paiement qu'il avait délivrés durant cette période concernant le budget local (art 12). Avec cette commission, le conseil général se trouvait doté d'un véritable exécutif en mesure d'exercer un contrôle permanent sur l'administration, ce que ne pouvait faire le président du conseil général qui n'était guère qu'un président de session.

## Exécutif et commission permanente
À la suite de la séance plénière du 31 mars 2011, la dernière composition de l'exécutif et de la commission permanente de Martinique est la suivante :
Exécutif :
La présidente : Josette Manin (BPM, « Ensemble, pour une Martinique nouvelle »).
Composition de la commission permanente (25 membres) :
1er vice-président : David Zobda (BPM), 2e vice-président : Arnaud René-Corail (DVG), 3e vice-président : Frédéric Buval (FSM), 4e vice-président : Fred Derné (V.à.S.), 5e vice-président : Maurice Bonté (DVD), 6e vice-président : Jean-Claude Écanvil (PPM), 7e vice-président : Charles Caristan (OO), 8e vice-président : Marie-Frantz Tinot (MPF), 9e vice-président : Félix Ismain (PPM), 10e vice-président : Johnny Hajjar (PPM), 11e vice-président : Yolaine Largen-Marine (V.à.S.), 12e vice-président : Christian Edmond-Mariette (PPM), 13e vice-président : Yves-André Joseph (DVG).
Assesseurs : Eugène Larcher (RDM), Marcellin Nadeau (Modemas), Gilbert Eustache (RDM), Alfred Monthieux (RDM), Garcin Malsa (Modemas), Charles-André Mencé (RDM), Guy Annonay (Sans étiquette), Jean-Philippe Nilor (MIM), Raphaël Martine (RDM), Belfort Birota (RDM), Lucien Adenet (MIM), Alfred Sinosa (BPM) .

## Composition du conseil général par groupe politique
Les 45 élus du conseil général à la suite des dernières élections cantonales des 20 et 27 mars 2011: 
| Parti                                                        | Nombre d'élus | Conseillers |
| ------------------------------------------------------------ | ------------- | --- |
| Majorité : Alliance "Ensemble, pour une Martinique nouvelle" |               | |
| Parti progressiste martiniquais                              | 12            | Rodolphe Désiré, Jean-Claude Jabol, Patrick Flériag, Johnny Hajjar, Raphaël Séminor, Christian Edmond-Mariette, Jean-Claude Écanvil, Jean-Michel Jean-Baptiste, Félix Ismain, Jocelyn Régina, Luc de Grandmaison, Arnaud René-Corail (apparenté) |
| Bâtir le pays Martinique                                     | 2             | Josette Manin, David Zobda |
| Fédération socialiste de la Martinique                       | 2             | Frédéric Buval, Raphaël Vaugirard |
| Mouvement "Vivre à Schœlcher"                                | 2             | Fred Derné, Yolaine Largen-Marine |
| Mouvement populaire franciscain                              | 1             | Marie-Frantz Tinot |
| Osons oser                                                   | 1             | Charles Caristan |
| Divers gauche                                                | 1             | Athanase Jeanne-Rose, Mirella Phébidias |
| Divers droite                                                | 1             | Maurice Bonté |
| Opposition : Gauche autonomiste de Claude Lise               |               | |
| Rassemblement démocratique martiniquais                      | 8             | Claude Lise, Eugène Larcher, Raphaël Martine, Alfred Monthieux, Belfort Birota, Joachim Bouquéty, Charles-André Mencé, Christiane Bauras |
| Mouvement indépendantiste martiniquais                       | 2             | Lucien Adenet, Jean-Philippe Nilor |
| MODEMAS                                                      | 2             | Garcin Malsa, Marcellin Nadeau |
| Dissident Bâtir le pays Martinique                           | 1             | Alfred Sinosa (seul élu de Bâtir à être dans le groupe de Claude Lise) |
| Dissident Fédération socialiste de la Martinique             | 1             | Georges Cléon |
| Divers gauche                                                | 5             | Ange Lavenaire (démissionnaire du RDM en 2011), Gilbert Eustache, Paulette Bérimey, Éric Courset |
| Sans étiquette                                               | 1             | Guy Annonay (seul élu non autonomiste du groupe) |
| Opposition de Droite                                         |               | |
| Forces martiniquaises de progrès                             | 3             | Éric Hayot, André Charpentier, Sylvia Saïthsoothane |

- Bruno Nestor Azérot élu député le 16 juin 2012 a été remplacé par sa suppléante Paulette Bérimey depuis le 29 juin 2012.
- En raison du rejet de ses comptes de campagne, une décision du Conseil d’État en date du 21 novembre 2012 a imposé la démission d’office du conseiller général Yves-André Joseph assortie d’une inéligibilité d’un an. C'est sa suppléante Mirella Phébidias qui l'a remplacé depuis le 28 mars 2013.

## Commissions sectorielles
Lors de la séance plénière du 21 avril 2011, les 14 commissions sectorielles avaient été mises en place :
- Commission des Finances, président : Raphaël Séminor (PPM)
- Commission des Bâtiments - Travaux Publics, président : Éric Hayot (FMP)
- Commission de la Culture et du Patrimoine, président : Jocelyn Régina (PPM)
- Commission des Sports, président : Jean-Claude Jabol (PPM)
- Commission des Affaires Sociales, président : Patrick Flériag (PPM)
- Commission de l'Agriculture, président : Luc de Grandmaison (PPM)
- Commission de l'Éducation, président : André Charpentier (FMP)
- Commission du Logement et de l'Habitat, président : Sylvia Saïtsoothane (FMP)
- Commission des Risques Majeurs et du Développement Durable, président : Athanase Jeanne-Rose (opposition)
- Commission des Transports, président : Johnny Hajjar (PPM)
- Commission ad hoc chargée d'étudier le projet de Collectivité Unique, président : Raphaël Vaugirard (FSM)
- Commission pour la Coopération Régionale, président : Guy Annonay (opposition)
- Commission du Développement Économique et du Tourisme, président : Jean-Michel Jean-Baptiste (PPM)
- Commission des Textes, président : Rodolphe Désiré (PPM)

## Cantons de la Martinique
La liste des 45 cantons de la Martinique, classés par arrondissement :
- arrondissement de Fort-de-France (16 cantons) : Fort-de-France-1 - Fort-de-France-2 - Fort-de-France-3 - Fort-de-France-4 - Fort-de-France-5 - Fort-de-France-6 - Fort-de-France-7 - Fort-de-France-8 - Fort-de-France-9 - Fort-de-France-10 - Le Lamentin-1-Sud-Bourg - Le Lamentin-2-Nord - Le Lamentin-3-Est - Saint-Joseph - Schœlcher-1 - Schœlcher-2
- arrondissement du Marin (13 cantons) : Les Anses-d'Arlet - Le Diamant - Ducos - Le François-1-Nord - Le François-2-Sud - Le Marin - Rivière-Pilote - Rivière-Salée - Sainte-Anne - Sainte-Luce - Saint-Esprit - Les Trois-Îlets - Le Vauclin
- arrondissement de Saint-Pierre (5 cantons) : Le Carbet - Case-Pilote-Bellefontaine - Le Morne-Rouge - Le Prêcheur - Saint-Pierre
- arrondissement de La Trinité (11 cantons) : L'Ajoupa-Bouillon - Basse-Pointe - Le Gros-Morne - Le Lorrain - Macouba - Le Marigot - Le Robert-1-Sud - Le Robert-2-Nord - Sainte-Marie-1-Nord - Sainte-Marie-2-Sud - La Trinité

## Liste des présidents du conseil général
- 1834 - 1838 : Jean-Baptiste Le Pelletier du Clary.
- 1838 - 1839 : Adolphe de Perinelle.
- 1839 - 1847 : Jean-Baptiste Le Pelletier du Clary.
- 1847 - 1854 : Antoine de L'Horme.
- 1854 - 1857 : Étienne Rufz de Lavison.
- 1857 - 1862 : Joseph-Marie Hardy de Saint-Omer.
- 1862 - 1864 : Telliam Maillet.
- 1864 - 1865 : Auguste Cornette de Venancourt.
- 1865 - 1872 : Ludovic Brière de l'Isle.
- 1872 - 1872 : François Marc Godissart.
- 1872 - 1874 : Pierre-Marie Pory-Papy.
- 1874 - 1875 : Joseph Desmazes.
- 1875 - 1876 : François Marc Godissart.
- 1876 - 1879 : Paul-Emile Comairas.
- 1879 - 1880 : M. Martineau.
- 1880 - 1881 : Marius Hurard.
- 1881 - 1882 : Ernest Deproge.
- 1882 - 1883 : Eugène Agricole.
- 1883 - 1884 : Beauhamais Cadeau.
- 1884 - 1886 : Eugène Agricole.
- 1886 - 1890 : Georges-Augustin César-Laîné.
- 1890 - 1891 : Osman Duquesnay.
- 1891 - 1892 : Théophile Saint-Omer-Roy.
- 1892 - 1893 : Osman Duquesnay.
- 1893 - 1894 : Georges-Augustin César-Laîné.
- 1894 - 1895 : Théophile Saint-Omer-Roy.
- 1895 - 1896 : Lucien Belus.
- 1896 - 1897 : François Marc Godissart.
- 1897 - 1899 : Lucien Belus.
- 1899 - 1900 : François Marc Godissart.
- 1900 - 1901 : Homère Clément.
- 1901 - 1902 : Amédée Knight.
- 1902 - 1903 : Lucien Belus.
- 1903 - 1905 : Amédée Knight.
- 1905 - 1906 : Victor Sévère
- 1906 - 1908 : Homère Clément.
- 1908 - 1910 : Fernand Clerc.
- 1910 - 1912 : Osman Duquesnay.
- 1912 - 1922 : Gabriel Hayot.
- 1922 - 1923 : Osman Duquesnay.
- 1923 - 1934 : Gabriel Hayot.
- 1934 - 1935 : Joinville Saint-Prix.
- 1935 - 1937 : Joseph Lagrosillière.
- 1937 - 1940 : Emmanuel Véry-Hermence.
- 1940 - 1943 : Administration de l'amiral Robert, le conseil général est suspendu.
- 1943 - 1943 : Maurice des Étages.
- 1945 - 1946 : Joseph Lagrosillière.
- 1946 - 1947 : Georges Gratiant.
- 1947 - 1948 : Paul Symphor.
- 1948 - 1953 : François Duval.
- 1953 - 1957 : Alphonse Jean-Joseph.
- 1957 - 1964 : Tertulien Robinel.
- 1964 - 1970 : François Duval.
- 1970 - 1992 : Émile Maurice.
- 1992 - 2011 : Claude Lise.
- 2011 - 2015 : Josette Manin.

## Les femmes au conseil général de Martinique
Jenny Dulys-Petit a été élue le 23 mai 1993 première femme conseillère générale de l'histoire de la Martinique. Puis, le 12 septembre 1993, Claire Tunorfé-Lesdéma est élue au Lamentin. Aux cantonales de 2001, deux nouvelles femmes ont été élues au conseil général, il s'agit de Josette Manin au Lamentin et Catherine Bauras au François.
Josette Manin est élue en 2011 première femme présidente du conseil général de l'histoire de la Martinique.